# Copenhagen Suborbitals

Copenhagen Suborbitals logo.

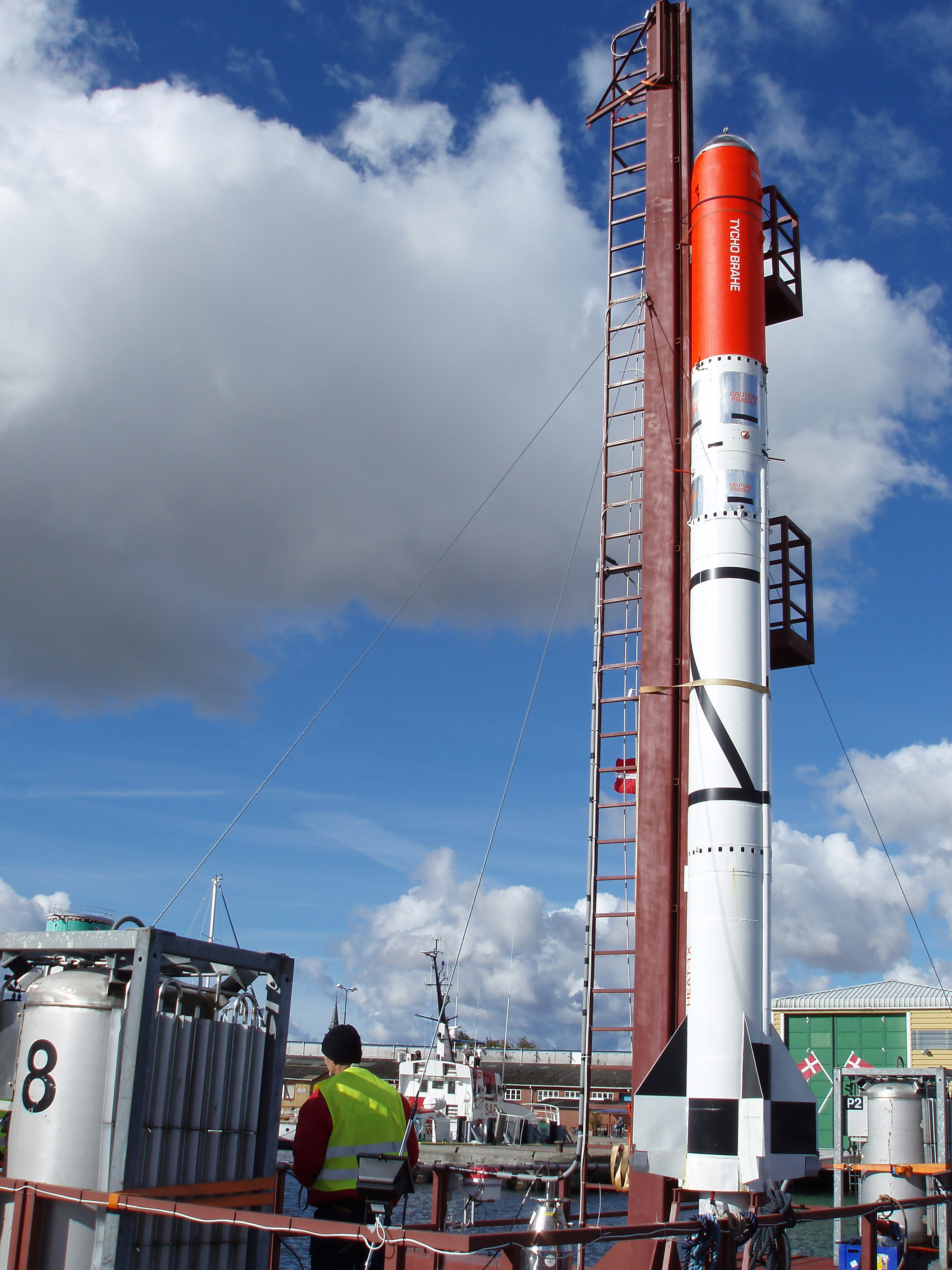
Copenhagen Suborbitals prototyp. Raketmotorn Heat 1X och den orangefärgade kapseln Tycho Brahe.

Copenhagen Suborbitals är ett danskt privat rymdfartsprojekt som syftar till att skicka upp en bemannad raket till 100 km höjd över havet. Det innebär att personen passerar Karmanlinjen vilken utgör den övre gränsen för luftfart och träder in i rymden. Projektet startades år 2008 av initiativtagarna arkitekten och designern Kristian von Bengtson och uppfinnaren och sedermera 
mördaren Peter Madsen. Projektet finansieras helt av donationer och frivilligarbete.

## Initiativtagarna
Kristian von Bengtson, född i augusti 1974, är en dansk arkitekt som specialiserat sig på formgivning av farkoster för bemannade rymdfärder. Han tog examen som arkitekt på Kunstakademiets Arkitektskole i Köpenhamn år 2001 och har en master i rymdfartsvetenskap från International Space University i Strasbourg i Frankrike från år 2006.
Peter Madsen, född 12 januari 1971, är en dansk konstruktör, uppfinnare och dömd mördare. Han har bland annat konstruerat och tillverkat tre stycken ubåtar för privat bruk. Han har under flera år konstruerat raketer, bland annat som medlem i den danska raketklubben Dansk Amatør Raket Klub.
I februari 2014 lämnade Kristian von Bengtson projektet på grund av samarbetssvårigheter. Han återvände i mindre skala på hösten samma år efter att Peter Madsen lämnade projektet i juni 2014. Peter Madsen startade ett nytt raketprojekt för en bemannad rymdresa.

## Raketen
Raketen består av raketsteget HEAT, en hybridraketmotor med fast bränsle och flytande oxidationsmedel, och en rymdkapsel benämnd The micro spacecraft, MSC, ungefär mikrorymdskeppet.
Rymdkapseln är döpt till Tycho Brahe efter den danske astronomen med samma namn. Den är placerad högst upp på raketen. Den består av ett 3,5 meter långt stålrör med 640 mm invändig diameter som beklätts med 15 mm kork för värmesköld. Med passagerare väger den 300 kg. I röret har en stol placerats i vilken passageraren kan halvsitta, iklädd G-dräkt. Längst upp är en kupol av Polymetylmetakrylat, mest känt som plexiglas, med en aerospik. Aerospik är en spets som minskar luftmotståndet vid överljudshastighet. Passageraren kan titta ut genom kupolen. Förutom passageraren och stolen innehåller rymdkapseln fallskärmar för nedfärden och en del teknisk utrustning som radiosändare för lokalisering av rymdkapseln, radiosändare för kommunikation med markbaserad personal och TV-kamera. Passageraren har en personlig fallskärm för att kunna lämna farkosten i nödfall.
HEAT, som är en förkortning av Hybrid Exo Atmospheric Transporter har från början varit tänkt att drivas med fast bränsle och flytande oxidationsmedel. Tester har gjorts på skalmodeller med epoxy som bränsle och flytande lustgas som oxidationsmedel samt med paraffin och polyuretan som bränsle och flytande syrgas som oxidationsmedel. I slutet på 2010 började Copenhagen Suborbitals göra tester även med etanol som är ett flytande bränsle och med flytande syre som oxidationsmedel. Heat är ungefär 5 meter och väger 1 600 kg varav 1 000 kg är bränsle. Den kan accelerera från 0 til 100 kilometer per timme på 0,8 sekunder och har en topphastighet på 2 000 kilometer per timme.

## Uppskjutning

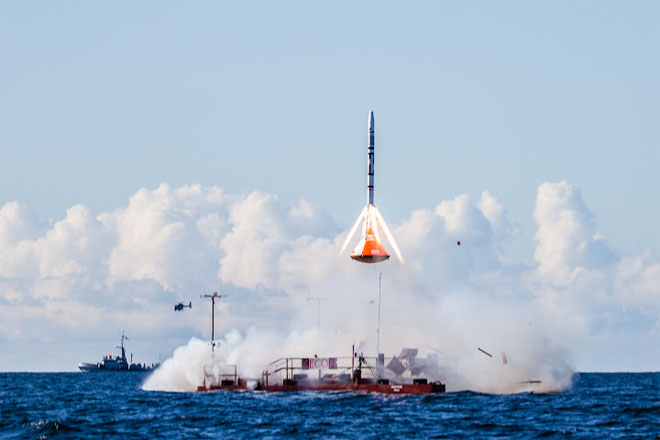
Raketuppskjutning från rampen utanför Bornholm 2012.

Uppskjutningen ska göras från en ramp i Östersjön, öster om Bornholm, på ett militärt övningsområde. Tillstånd för testuppskjutningar har givits av båda de danska motsvarigheterna till Luftfartsverket och Sjöfartsverket. En första obemannad testuppskjutning misslyckades hösten 2010. Raketen lyfte den 3 juni 2011. Den första bemannade uppskjutningen skulle enligt planerna ha gjorts någon gång mellan åren 2013 och 2015 och då med Peter Madsen i rymdkapseln, men projektet är försenat.
Den obemannade raketen Nexø I sköts upp från rampen utanför Bornholm i juli 2016 och nådde 1,5 kilometers höjd  innan den fick slut på bränsle. Dess efterföljare, den 178 kilogram tunga Nexø II, sköts upp i augusti 2018. Den nådde en höjd på 6,5 kilometer och landade säkert i Östersjön hängande under en  fallskärm.

## Bilder

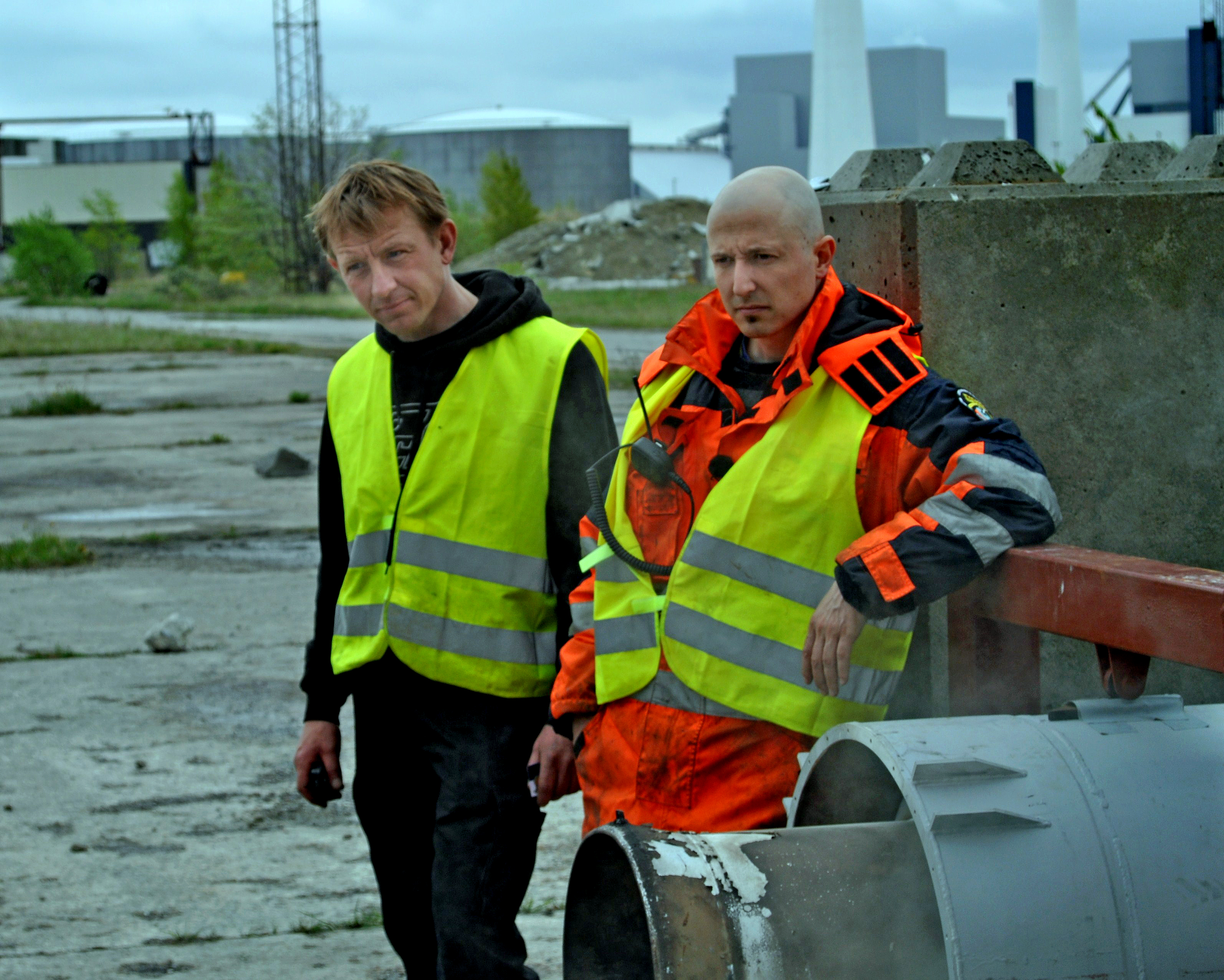
Peter Madsen och Kristian von Bengtson, 2010.
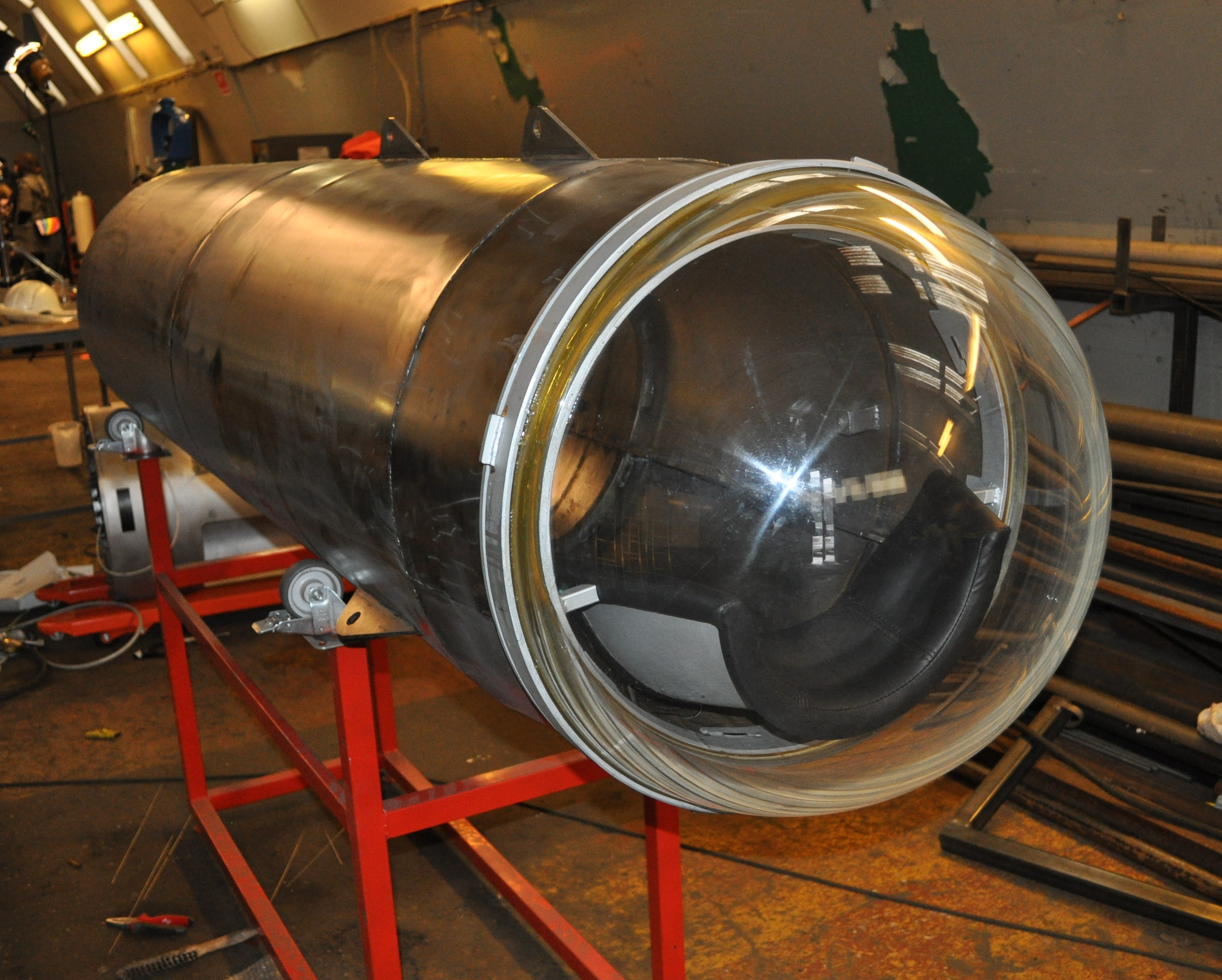
"Tycho Brahe"
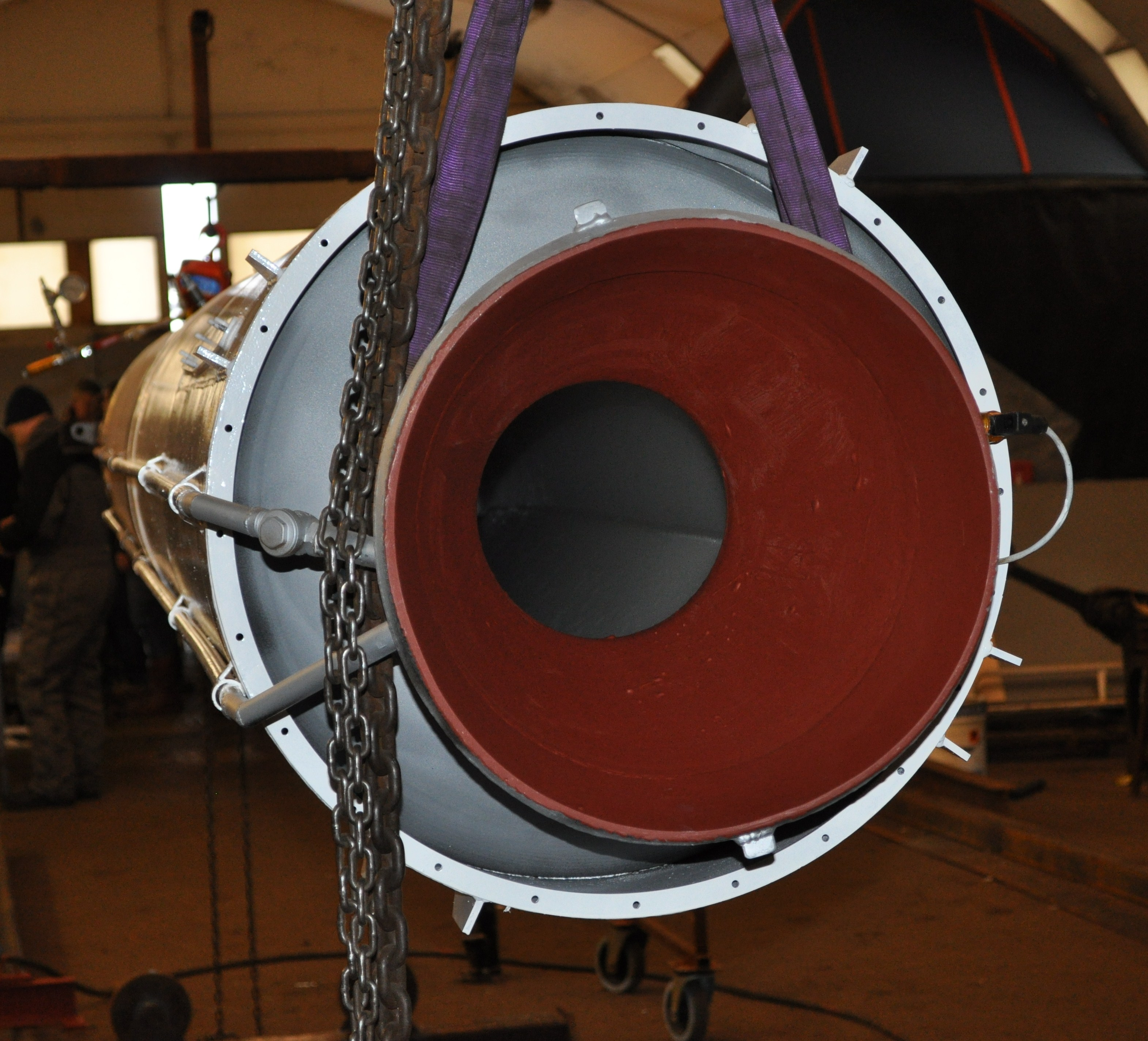
Raketdysan på HEAT 1X-prototypen.
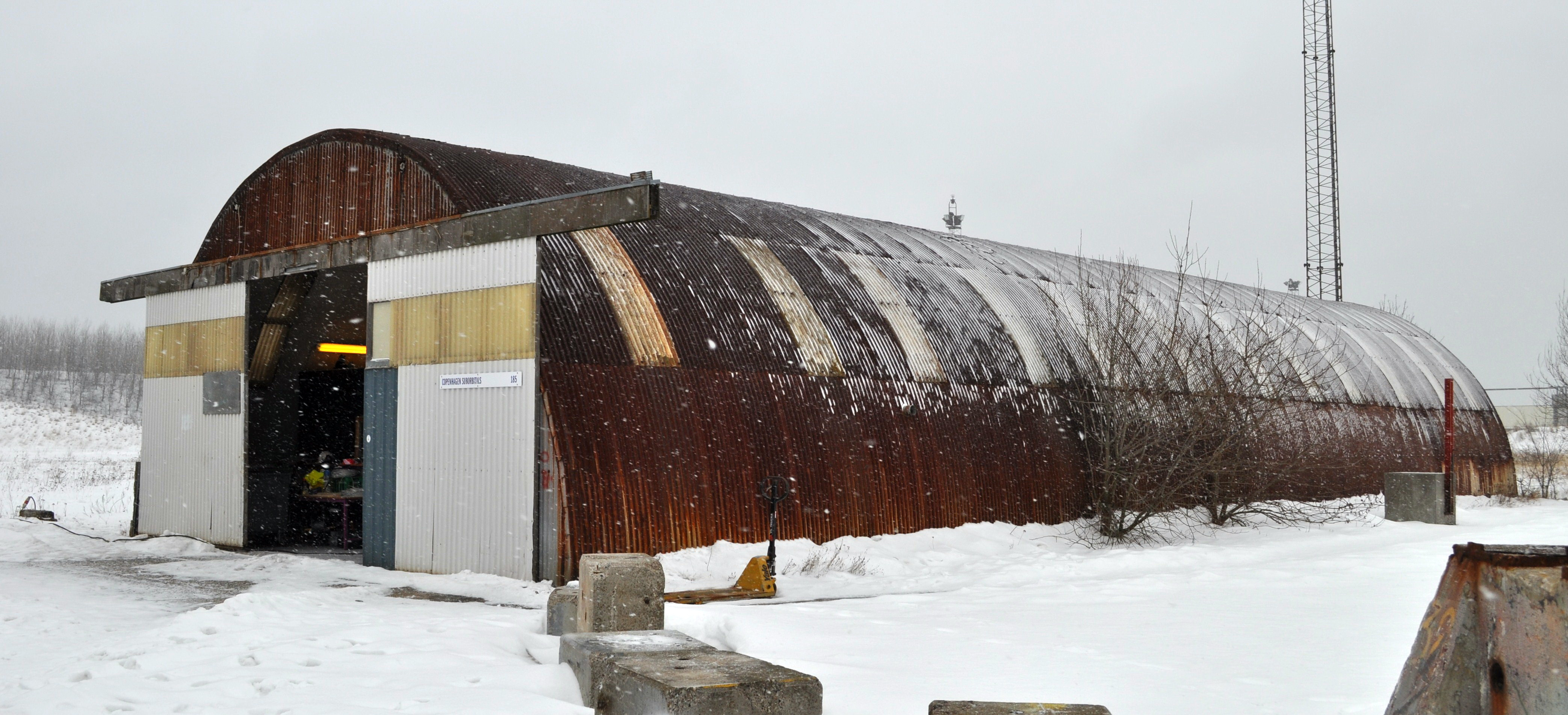
Copenhagen Suborbitals hangar.